# Avène
Avène ist eine französische Gemeinde mit 294 Einwohnern (Stand 1. Januar 2022) im Département Hérault in der Region Okzitanien. Sie gehört zum Arrondissement Béziers und zum Kanton Clermont-l’Hérault.

## Geographie
Die Gemeinde liegt etwa 50 Kilometer nördlich von Béziers am Oberlauf des Flusses Orb und grenzt an das benachbarte Département Aveyron. Nachbargemeinden sind Ceilhes-et-Rocozels im Norden, Joncels im Osten, Lunas-les-Châteaux und Le Bousquet-d’Orb im Südosten, Camplong im Süden, Graissessac im Südwesten sowie Mélagues und Tauriac-de-Camarès im Westen (Département Aveyron).
Das Gemeindegebiet gehört zum Regionalen Naturpark Haut-Languedoc. Knapp oberhalb des Ortes wird der Orb zum Réservoir d’Avène aufgestaut.

## Bevölkerungsentwicklung
| Jahr      | 1968 | 1975 | 1982 | 1990 | 1999 | 2006 |
| Einwohner | 457  | 430  | 259  | 269  | 275  | 289  |

## Heilquelle
Avène ist durch seine Thermalquelle ein traditionsreicher Kurort. Die gesundheitsfördernde Wirkung des Wassers wurde 1736 vom im Umland begüterten Marquis de Rocozel entdeckt. Er ließ sein Pferd mit dem Thermalwasser kurieren. 1743 entstand an der Quelle ein erstes Thermalbad. Die therapeutischen Eigenschaften des Thermalwassers wurden 1772 von der medizinischen Fakultät der Universität Montpellier bestätigt.
Seit 1874 ist die Quelle „Sainte Odile“ als Heilwasserquelle staatlich anerkannt. Mehr als 300 wissenschaftliche Untersuchungen haben die hautberuhigende, reizlindernde und entzündungshemmende Wirksamkeit des Avène-Thermalwassers nachgewiesen. Jährlich besuchen mehr als 4.000 Patienten die Thermalklinik von Avène mit Neurodermitis, Schuppenflechte, Ekzemen oder Hautverbrennungen.
1974 wurde das Heilbad durch die Laboratoires Pierre Fabre erworben.

## Sehenswürdigkeiten
- Kirche Saint-André aus dem 12. Jahrhundert
- Kirche Saint-Pierre aus dem 17. Jahrhundert
- Kirche Notre-Dame aus dem 12. Jahrhundert
- Kirche Saint-Antoine aus dem 18. Jahrhundert
- Kapelle Saint-Barthélémy aus dem 12. Jahrhundert
- Kirche Nativité de la Vierge aus dem 19. Jahrhundert
- Kirche Saint-Martin aus dem 19. Jahrhundert
- Brücke über den Orb aus dem 13. Jahrhundert

Quelle:

## Persönlichkeiten
- Michel Galabru (1922–2016), französischer Schauspieler, verbrachte hier seine Kindheit